# Resolutie 63 Veiligheidsraad Verenigde Naties
Resolutie 63 van de Veiligheidsraad van de Verenigde Naties werd op 24 december 1948 aangenomen met zeven stemmen voor, geen tegen en vier onthoudingen. Die vier waren van België, Frankrijk, Oekraïne en de Sovjet-Unie.

## Achtergrond
Aan de consul van de leden van de VN-Veiligheidsraad was gevraagd de situatie in Indonesië in de gaten te houden.
Ook was een comité opgericht om te helpen een overeenkomst te bereiken.
Eind 1948 laaide het geweld echter opnieuw op met de zogenaamde tweede politionele actie. De internationale gemeenschap was hierover niet te spreken en de VN-Veiligheidsraad kwam in spoedzitting bijeen.

## Inhoud
De Veiligheidsraad merkte bezorgd de hervatting van het geweld in Indonesië op en had ook het rapport van het Comité gezien.
De Veiligheidsraad riep de partijen op om onmiddellijk het geweld te staken en de president van Indonesië (door Nederland) en andere politieke gevangenen onmiddellijk vrij te laten. Het Comité werd dringend opgedragen te rapporteren over de gebeurtenissen sedert 12 december en op de toepassing van bovenstaande toe te zien.

## Nasleep
Rond de jaarwisseling werd aan de eis van de Veiligheidsraad om het geweld stop te zetten voldaan. De Nederlanders bleven evenwel de Indonesische leiders vasthouden.
Nederland kwam onder zware internationale druk te staan. In mei 1949 werd alsnog een nieuw akkoord gesloten, de Van Roijen-Roem-verklaring, waarmee de
gevangenen werden vrijgelaten.

## Verwante resoluties
- Resolutie 41 Veiligheidsraad Verenigde Naties prees de intenties tot een vreedzame oplossing.
- Resolutie 55 Veiligheidsraad Verenigde Naties riep op de overeenkomst na te leven.
- Resolutie 64 Veiligheidsraad Verenigde Naties nam akte van het feit dat Nederland geen politieke gevangenen had vrijgelaten zoals geëist.
- Resolutie 65 Veiligheidsraad Verenigde Naties vroeg een rapport van de consuls in Indonesië.
- Resolutie 67 Veiligheidsraad Verenigde Naties vroeg o.a. om volledige uitvoering van resoluties 63 en 64

Lijst ·  38 ·  39 ·  40 ·  41 ·  42 ·  43 ·  44 ·  45 ·  46 ·  47 ·  48 ·  49 ·  50 ·  51 ·  52 ·  53 ·  54 ·  55 ·  56 ·  57 ·  58 ·  59 ·  60 ·  61 ·  62 ·  63 ·  64 ·  65 ·  66